# Parque nacional de Cabañeros
El parque nacional de Cabañeros es un espacio natural protegido español de las provincias de Ciudad Real y Toledo. Junto con las Tablas de Daimiel, es uno de los dos parques nacionales presentes en la comunidad autónoma de Castilla-La Mancha. También cuenta con otras figuras de protección en el marco de la Red Natura 2000: es una Zona de Especial Protección para Aves (ZEPA) y un Lugar de Importancia Comunitaria (LIC). Con 104 565 visitantes anualmente (2016), Cabañeros es el parque nacional español menos visitado.
El parque nacional de Cabañeros alberga una de las mejores representaciones españolas de bosque mediterráneo, tanto por su elevado grado de conservación, como por la representatividad de los distintos sistemas ecológicos asociados. Entre sus principales valores naturales están los bosques y matorrales mediterráneos, algunos enclaves relícticos de vegetación atlántica, bosques de ribera, turberas y herbazales, con la flora y fauna asociada a cada unos de estos ecosistemas, entre las que se encuentran algunas especies en peligro de extinción como el águila imperial.
Debe su nombre a las chozas utilizadas tradicionalmente por pastores y carboneros como refugio temporal de sus labores en el campo. Estas cabañas de forma cónica se techaban utilizando vegetación del entorno y eran usadas por los pobladores de los Montes de Toledo. 
El parque nacional de Cabañeros fue declarado en 1995, pero siete años antes, en 1988, ya había sido declarado parque natural por la Junta de Comunidades de Castilla-La Mancha como fruto de la generalizada reivindicación popular por evitar que Cabañeros se convirtiera en un campo para maniobras y prácticas de tiro del ejército.

## Localización
El parque nacional de Cabañeros se encuentra situado en los montes de Toledo, en Castilla-La Mancha, al noroeste de la provincia de Ciudad Real y suroeste de la de Toledo. Se enmarca entre las sierras de Rocigalgo y el Chorrito, al norte, y la sierra de Miraflores al sur; al este por el río Bullaque y al oeste por el río Estena, ambos afluentes del río Guadiana. Incluye los macizos del Chorrito y Rocigalgo (1448 metros).
El parque tiene una superficie de 40 856 ha, abarcando terreno de seis términos municipales: dos de la provincia de Toledo, Hontanar y Los Navalucillos, y cuatro de la provincia de Ciudad Real, Alcoba de los Montes, Horcajo de los Montes, Navas de Estena y Retuerta del Bullaque.  
En sus antípodas exactas se encuentra el parque nacional de Tongariro, en Nueva Zelanda.

## Paisaje
El paisaje del parque nacional de Cabañeros presenta grandes contrastes, pudiendo dividirse en unidades muy representativas de la zona de los montes de Toledo: la raña y la sierra. 

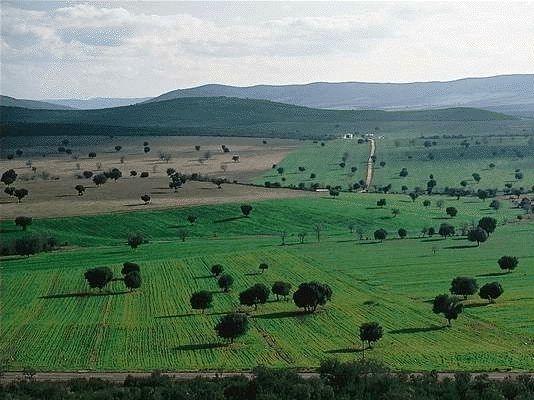
Dehesa en Cabañeros

La raña es una gran llanura de aproximadamente 8000 hectáreas de extensión situada en el sureste del parque, cuyo origen es el relleno con materiales circundantes que se produjo hace unos tres millones de años. En la década de 1960 se eliminó parte del bosque y el matorral que la cubría, para dedicarla a cultivos de cereal, y a partir de entonces se convirtió en el herbazal arbolado actual, con algunas zonas que conservan la vegetación original, como la denominada el “Mancho del Portugués” o algunos de los alrededores de la Colada de Navalrincón.  
Las sierras son las zonas de relieve montañoso correspondientes al norte, el centro y el oeste del parque (la mayor parte de su superficie), oscilando su altura entre los 650 y los 1448 metros de su cumbre más elevada, el Rocigalgo. Se encuentran cubiertas de bosques y matorrales, y en ellas también pueden observarse pedrizas descubiertas de vegetación. Los bosques más abundantes son los encinares, alcornocales, quejigares, rebollares, y de ribera alrededor de los cursos fluviales. El matorral más abundante es el jaral-brezal. 

## Fauna
Cabañeros se caracteriza por la complementariedad que ofrecen los dos ecosistemas más destacados del parque, la raña y las sierras, pues la mayor parte de la fauna vive entre ambos ambientes, beneficiándose de la facilidad para encontrar alimento en los herbazales y desplazándose en busca de cobijo entre los espesos bosques.    
En la llanura escasamente arbolada que conforma la raña es posible la observación de la gran fauna del ecosistema mediterráneo, como el ciervo, con los grandes grupos de hembras y crías en primavera y los beligerantes encuentros entre los machos durante la berrea en otoño. Compartiendo espacio podemos ver grupos de jabalíes retornando a la espesura con las primeras luces del alba, o las orejas al zorro asomando entre las altas hierbas.

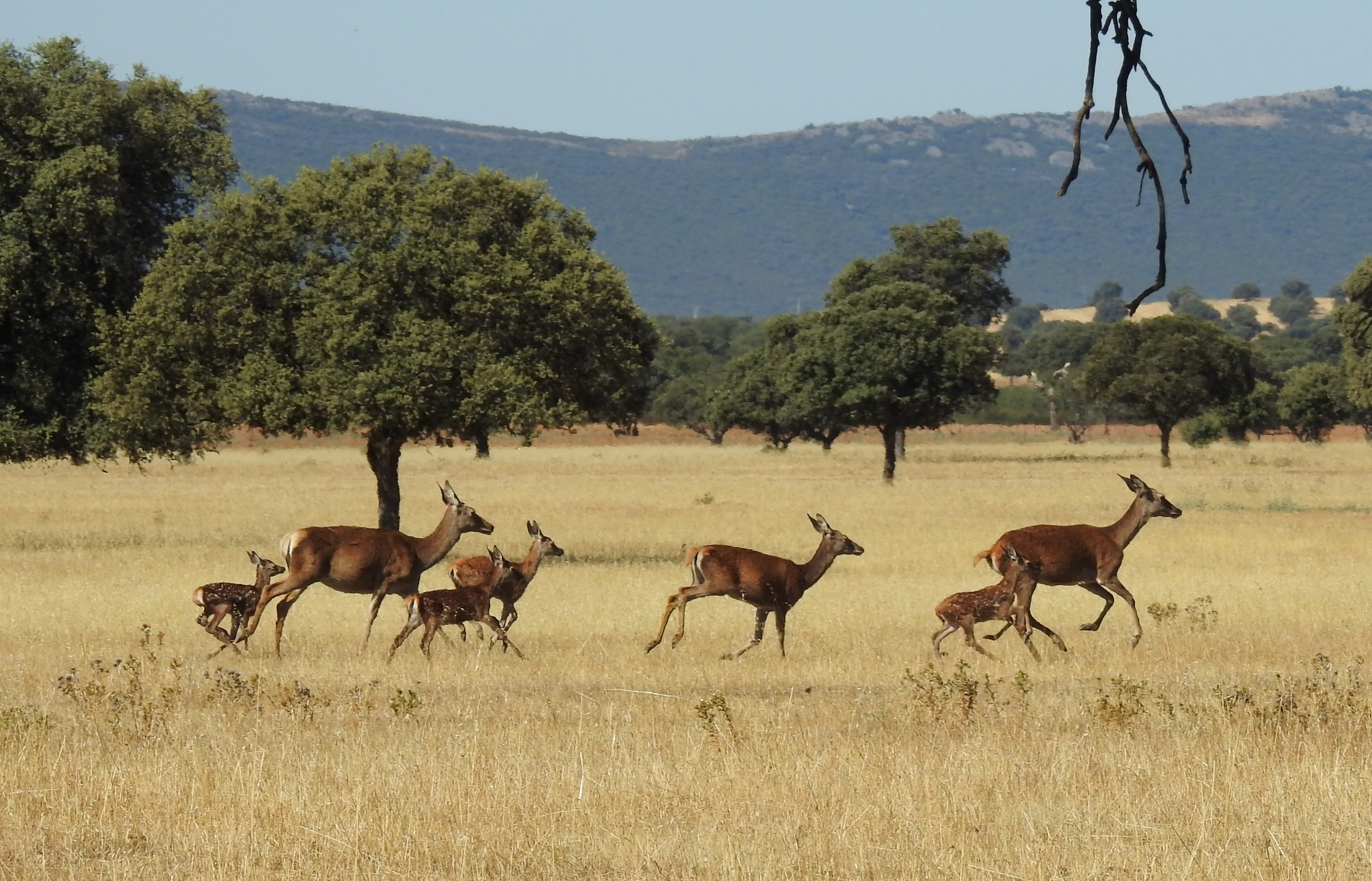
Ciervos en la raña

Este ambiente es muy propicio también para las aves esteparias, como los alaudidos, entre los que destacan la calandria, la cogujada montesina y la terrera. Se pueden oír los reclamos del sisón y la perdiz roja. Sobrevuelan el parque en busca de comida las águilas reales, imperiales, calzadas y culebreras, así como milanos negros y reales. Cerca del crepúsculo es posible ver al elanio azul, que toma el relevo en busca de ratones al cernícalo común y primilla.
Las sierras dan cobijo a uno de los emblemas de Cabañeros, el buitre negro, que ubica sus voluminosos nidos en los grandes alcornoques situados por encima de las pedrizas. En el parque hay más de 200 parejas, siendo una de las mayores colonias de cría del mundo. Por el contrario, la ausencia de cortados rocosos, origina la escasa presencia de buitre leonado como reproductor. Es el hábitat también de medianos carnívoros como el gato montés, la gineta, la garduña, el meloncillo o el tejón que compiten con el lince ibérico por su principal presa, el conejo.
En las zonas más altas, próximas al macizo del Rocigalgo, es posible ver a la cabra montés y entre los bosques frescos de roble y fresnos a los esquivos corzos. En los ríos y arroyos de la sierra encontramos peces endémicos como el jarabugo, el calandino o la colmilleja, que comparten espacio con anfibios como el tritón ibérico o la salamandra común.

## Flora

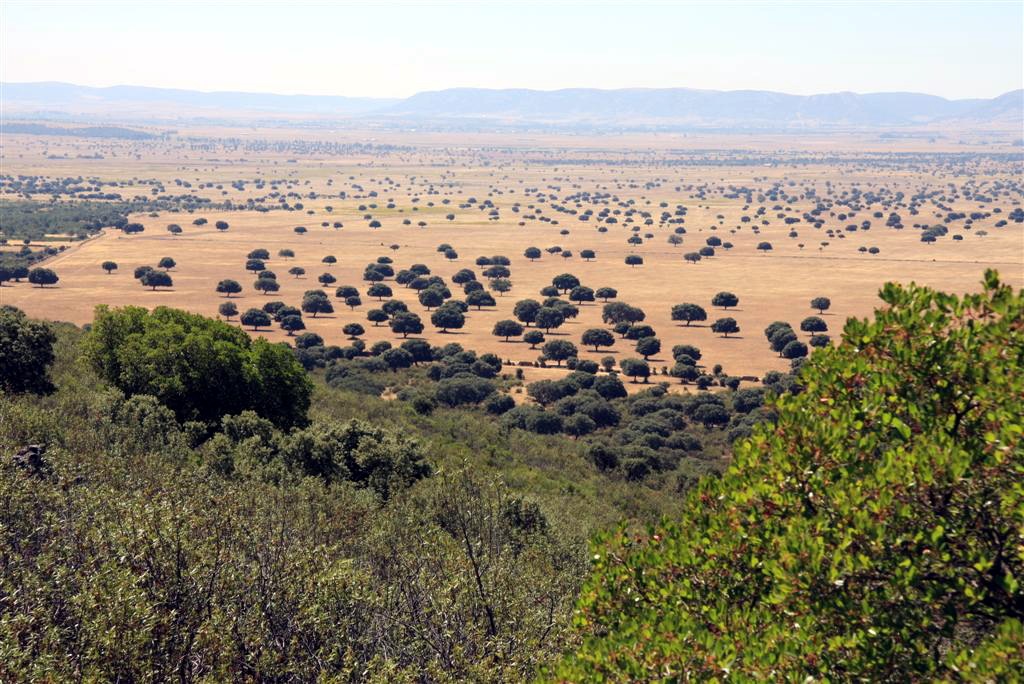
Vistas de la raña

El parque nacional está dedicado a la conservación del bosque mediterráneo, y por tanto, representado por comunidades vegetales adaptadas al clima mediterráneo continental, con inviernos fríos y veranos cálidos y secos, las precipitaciones más abundantes se producen en primavera y otoño.

Cuatro especies del género Quercus dominan el paisaje de Cabañeros, son árboles de crecimiento lento y amplia copa, como la encina, el más adaptado a la escasez de agua, o el quejigo y el alcornoque, que prefieren zonas algo más húmedas, o el roble rebollo o melojo, cuya demanda de agua es mayor por lo que crece en las proximidades de los cauces o en las zonas altas del parque, ocupando las umbrías de la sierra aprovechando la humedad atmosférica.

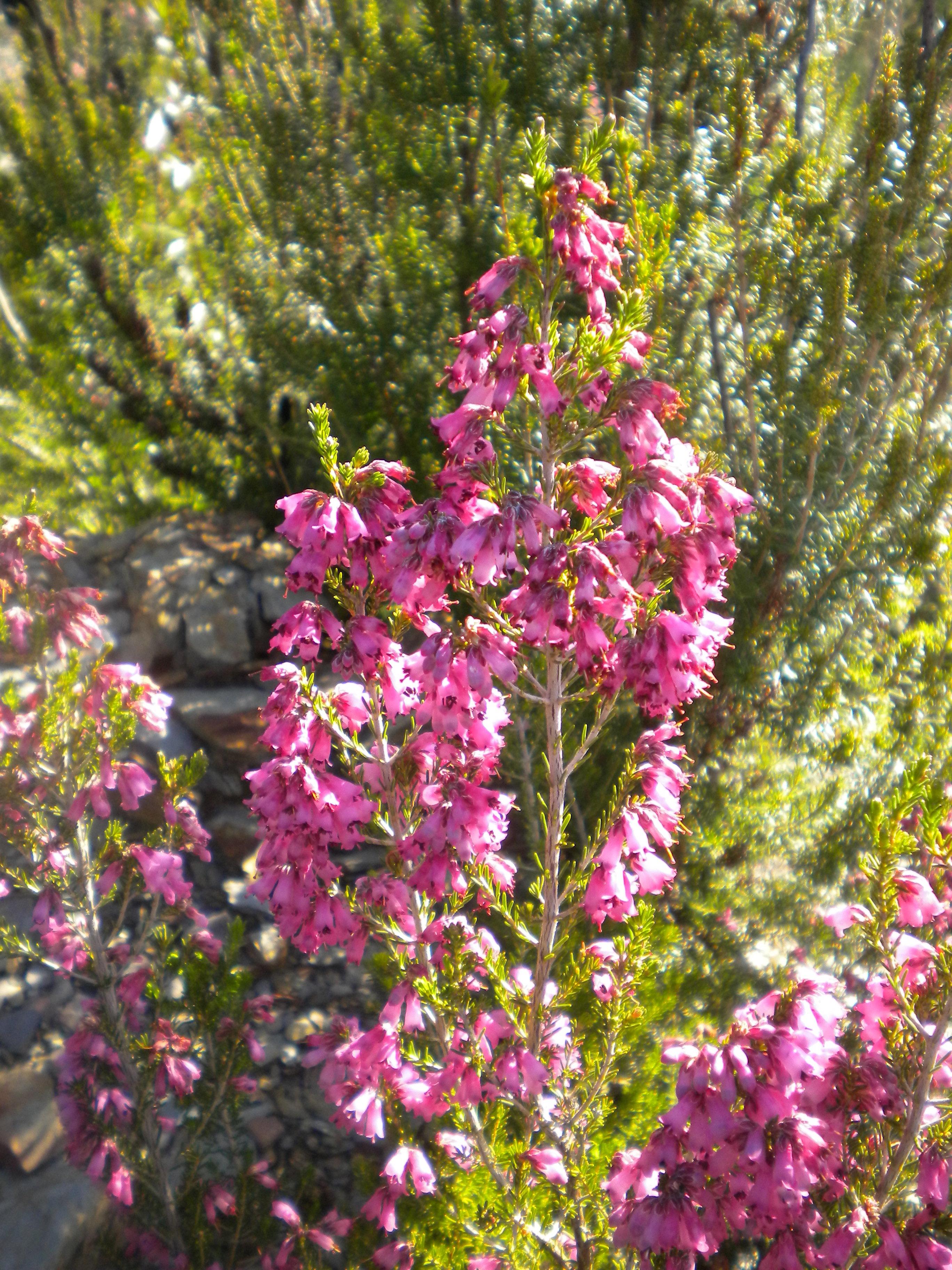
Erica australis, una planta típica del parque.

Acompañando a estos árboles encontramos otros de menor porte, pero igual de importantes, como el madroño, o el durillo y un variado grupo de arbustos, entre los que destacan el romero, los brezos o las jaras, que ponen el color y el olor en las amplias laderas de los montes, sirviendo de alimento a multitud de animales.
Entre las especies herbáceas destacan: Paeonia officinalis subsp. microcarpa, Paeonia broteri, Viola riviniana, Trifolium trukeante, Brachypodium sylvaticum, Festuca paniculata, Cynosurus cristatus y Vicia villosa.
Es especialmente llamativo que además se encuentran especies de flora amenazadas o relictos. En contados rincones, con unas características ambientales muy particulares, aparecen árboles de épocas tropicales como el loro, o recuerdos de pasados periodos fríos como los abedules, tejos o acebos.
En los fondos de valles se pueden formar turberas, algunas con más de cuatro mil años de antigüedad, testigos de tiempos pasados, que presentan una flora particular compuesta entre otros por mirto de brabante, o plantas carnívoras como la atrapamoscas o la pinguicula.
Junto con las más de mil plantas vasculares que podemos encontrar en Cabañeros, conviven cerca de 550 especies de líquenes, una quinta parte de las presentes en la península ibérica. Esta gran riqueza se debe principalmente al excelente estado de conservación de los 17 hábitats de interés comunitario presentes en el parque y a la ausencia de contaminación ambiental.

## Geología

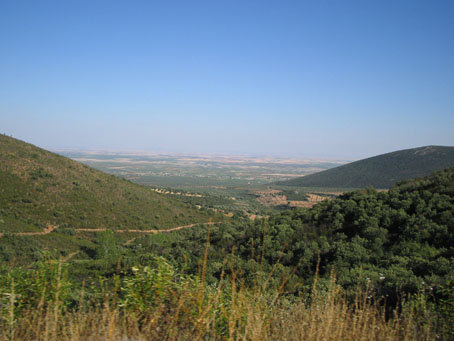
Montes de Toledo, principal cordillera del parque que caracteriza la geología típica de Cabañeros.

Además de la fauna y la flora, Cabañeros cuenta con un tercer recurso singular: su geología. En localidades como Navas de Estena se pueden recorrer zonas con fósiles de hace más de 400 millones de años, en el Ordovícico, cuando este territorio era mar.
Hacia 2009 se encontraron en el Boquerón de Estena los restos fosilizados de la actividad del gusano gigante más antiguo descubierto hasta el momento.
Los materiales geológicos predominantes en el terreno son la cuarcita y, en menor medida, la pizarra. Algunos afloramientos rocosos del parque están propuestos como «Global Geosite» (Lugar de interés geológico español de relevancia internacional) por el Instituto Geológico y Minero de España, con la denominación «PZ004: Cámbrico y Ordovícico del Parque Nacional de Cabañeros» dentro del grupo de contextos geológicos «Series estratigráficas del Paleozoico Inferior y Medio».

## Historia
La historia del parque nacional de Cabañeros está ligada a la historia de la comarca en la que se enclava: los montes de Toledo, que se denominan así dado que desde el siglo XIII al XIX, fueron propiedad de la ciudad de Toledo. Las imposiciones de la ciudad sobre los usos de la zona y el uso de los habitantes del entorno, permitieron conservar una naturaleza prácticamente virgen hasta bien entrado el siglo XVIII. 
En sus Ordenanzas de Uso, compiladas en el siglo XVI para asegurar la conservación de sus recursos naturales, se regulaban la agricultura, ganadería, apicultura, carboneo, leñas y extracción de madera, lo que permitió la conservación de las masas forestales. Además, se impuso un rígido sistema fiscal para los pobladores, con impuestos como el “dozavo”, sobre determinadas producciones; el “portazgo”, sobre el paso por el Puerto Manchés, el “humazgo”, sobre el carboneo, etc. Este sistema impositivo, unido a la adversa orografía, tuvo como consecuencia una disminución de la población de Los Montes, de forma que desde el siglo XIII al siglo XIX desaparecieron numerosos núcleos de población. 

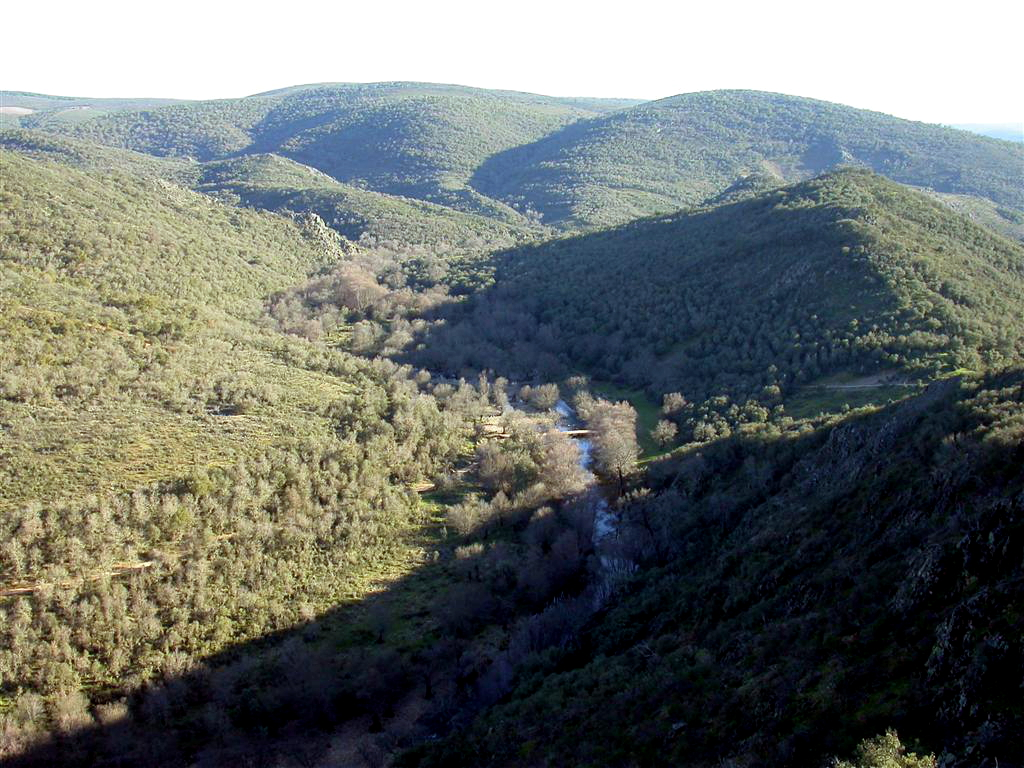
Montes de Toledo

Tras las ventas de la desamortización de Madoz en 1835, las fincas cayeron en manos de personas que acapararon vastas extensiones de terreno, lo que constituye el origen de las grandes propiedades actuales existentes en los montes de Toledo. Durante veinticinco años (1860-1885) Cabañeros estuvo en manos de los acreedores de la ciudad de Toledo, constituidos en Administración Usufructuaria para que mediante su aprovechamiento ganadero y forestal se cobraran las deudas de la ciudad. En este siglo, con las desamortizaciones y las subastas de muchas tierras en grandes lotes de terreno, Cabañeros pasó a formar parte del patrimonio agrícola del duque de Medinaceli, quien a su vez era duque de Ciudad Real. Por vía matrimonial recayó en el siglo XX en el conde de Gavia. La hija de este último vendió antes de morir 40 000 hectáreas a la familia de navieros Aznar y al marqués de Villabrágima.

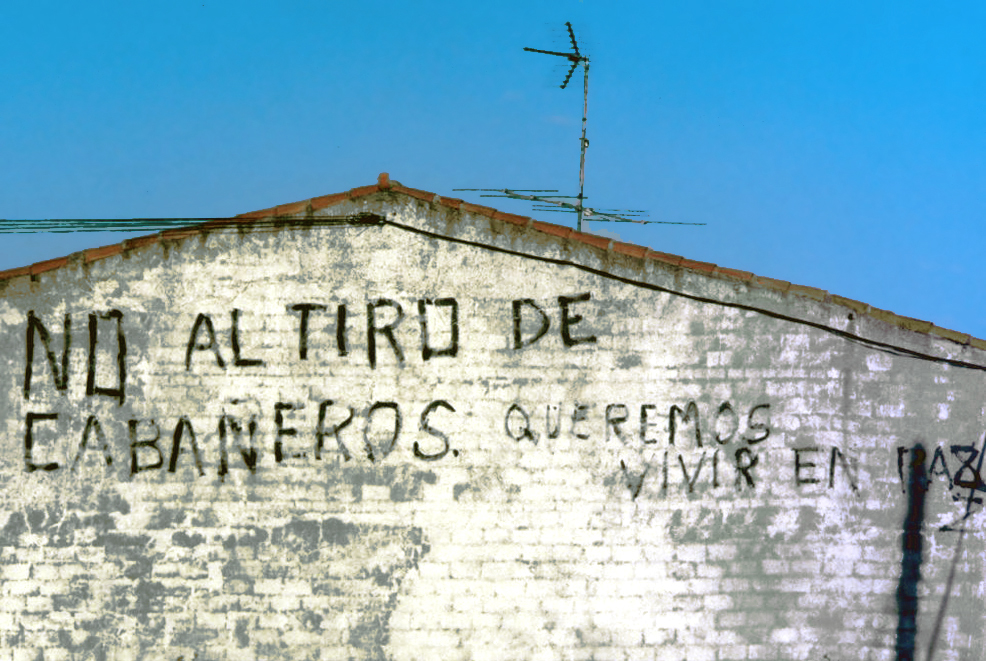
Pintada en contra del campo de tiro en la década de 1980

El aislamiento de la zona, aún hoy significativo, junto al tamaño del coto en las manos de un solo propietario fueron los factores que más intervinieron en la conservación de este espacio natural. Debido a este aislamiento y despoblamiento, se intentó realizar un campo de tiro al que se opusieron los vecinos y colectivos de la zona. En 1988 se declaró el parque natural de Cabañeros por la Junta de Comunidades de Castilla-La Mancha aunque a los diez días se publicó el Real Decreto que declaraba el vecino municipio de Anchuras como Zona de Interés para la Defensa. En 1995 le llegó la declaración del espacio como parque nacional de Cabañeros.

## Arqueología
La presencia del hombre en el parque es muy antigua. Los restos de los primeros pobladores que se han encontrado en el entorno se remontan al Paleolítico inferior. También se han localizado pequeños poblados de la Edad del Bronce. El hombre, desde tiempo inmemorial, ha vivido en chozas o cabañas. Precisamente de las cabañas de pastores y carboneros ha tomado el nombre el paraje y el propio parque: Cabañeros. Hoy únicamente quedan las cabañas que se han restaurado, pero pueden observarse los numerosos grupos de “fondos de choza” en muchos lugares que señalan la ubicación de antiguas poblaciones
En el área de influencia del parque se pueden encontrar restos arqueológicos, desde poblados de la Edad del Bronce hasta ruinas de las épocas romana y visigoda. Hay restos de la Edad del Bronce en el Cerro D. Rodrigo (Alcoba de los Montes), del Paleolítico en Navalquera, Los Llanos, La Grajera y Los Rasos (Horcajo de los Montes), en Los Manantiales y Pueblonuevo del Bullaque (Retuerta del Bullaque). Destaca la necrópolis de Malamoneda, en Hontanar, correspondiente a las etapas hispanorromana, visigoda, musulmana y del cristianomedieval.

## Socioeconomía
El área de influencia socioeconómica del parque nacional de Cabañeros está conformada por los seis municipios que en mayor o menor proporción tienen terrenos dentro de los límites del parque.
En Toledo:
- Los Navalucillos, con tres pedanías: Valdeazores, Los Alares y Robledo del Buey
- Hontanar

En Ciudad Real:
- Alcoba de los Montes, con la pedanía Santa Quiteria
- Horcajo de los Montes
- Navas de Estena
- Retuerta del Bullaque, con las pedanías Pueblonuevo del Bullaque y El Molinillo.

Las principales actividades que se desarrollaron en el entorno de Cabañeros fueron la extracción de carbón vegetal, el pastoreo y la agricultura. Otras actividades tradicionales que se llevan a cabo son la apicultura y la extracción de corcho.

## Servicios e instalaciones de visitantes

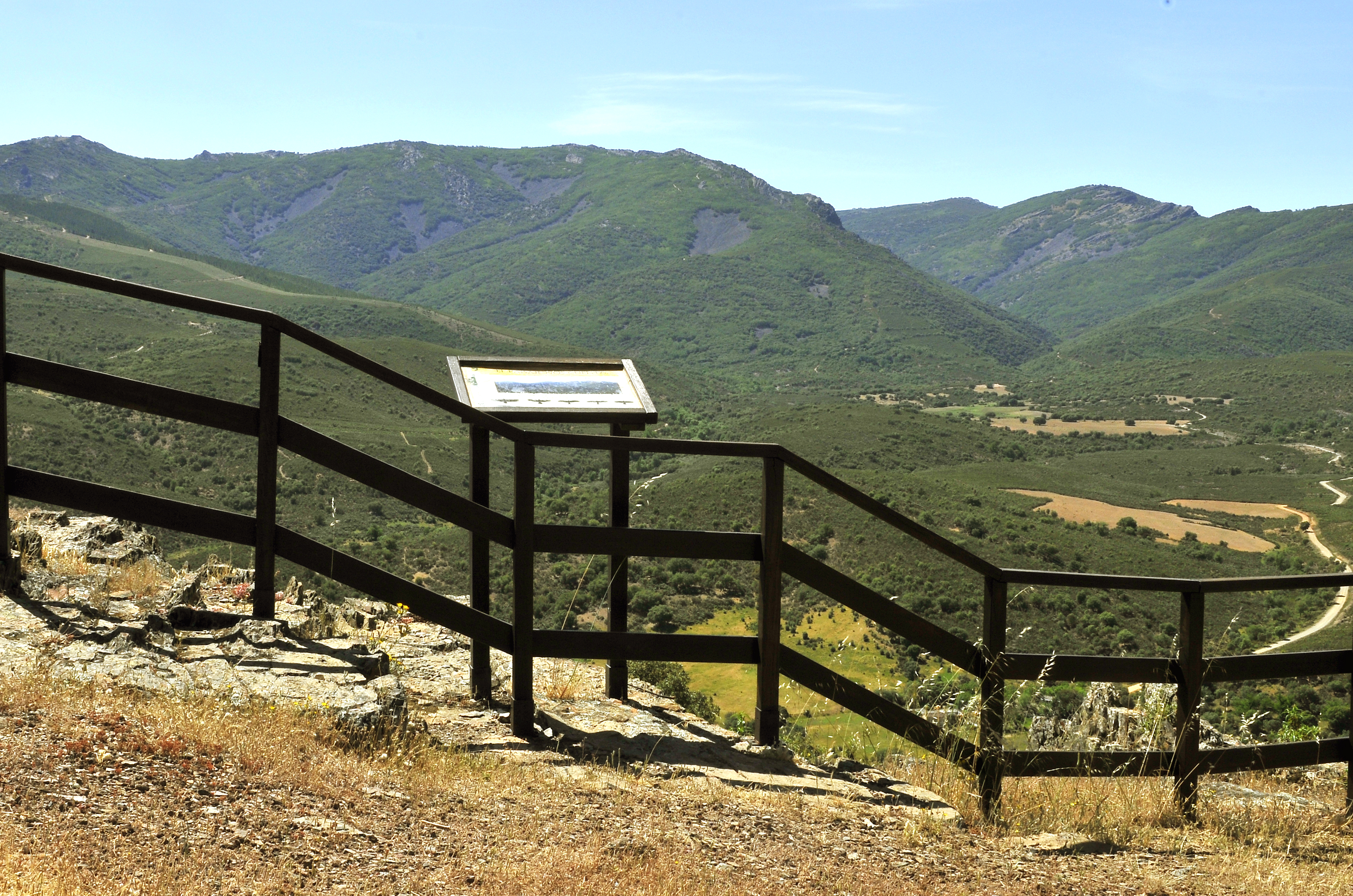
Mirador de las Becerras

El parque nacional de Cabañeros cuenta con centros de visitantes, museos y puntos de información, así como áreas recreativas, miradores y observatorios.

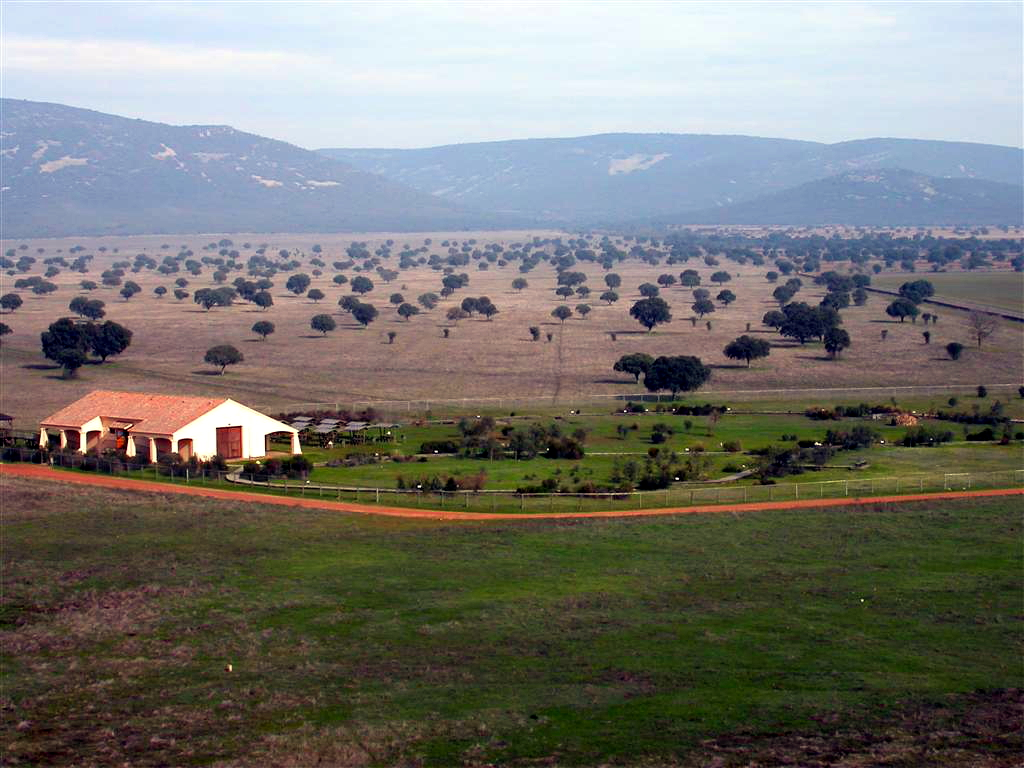
Centro de visitantes Casa Palillos

- Centro de Visitantes Casa Palillos, en la Crta. Pueblonuevo del Bullaque-Santa Quiteria, que cuenta también con una senda botánica y otra etnográfica.
- Centro de Visitantes de Horcajo de los Montes, localizado a las afueras de la localidad, cuenta con un museo del parque en las cuatro estaciones del año, cine en 3D, vídeos y representaciones de la flora, la fauna y la vida humana histórica en las fincas del entorno.
- Centro de Visitantes y Área Recreativa de la Torre de Abraham, junto al pantano, con una senda botánica sobre pasarelas alrededor del cauce fluvial del Bullaque.
- Zoorama, en Retuerta del Bullaque, museo de la fauna
- Museo etnográfico en Alcoba de los Montes, con una exposición de utensilios relacionados con los usos tradicionales en la zona (hornera de carbón, aperos de labranza...)
- Museo etnográfico en Horcajo de los Montes,  con una representación del vino de pitarra, una colmena con abejas vivas y un lagar de cera elaborado en 1880 con madera de roble.
- Punto de información de Navas de Estena, con una pequeña exposición sobre el bandolerismo en la zona.
- Caseta de información en inicio de la ruta del Chorro.
- Área Recreativa de La Tabla del Acebo, en Navas de Estena.
- Mirador del embalse de La Torre de Abraham
- Observatorio de las cigüeñas en la ctra. Pueblonuevo del Bullaque – Sta. Quiteria

## Itinerarios en el parque nacional

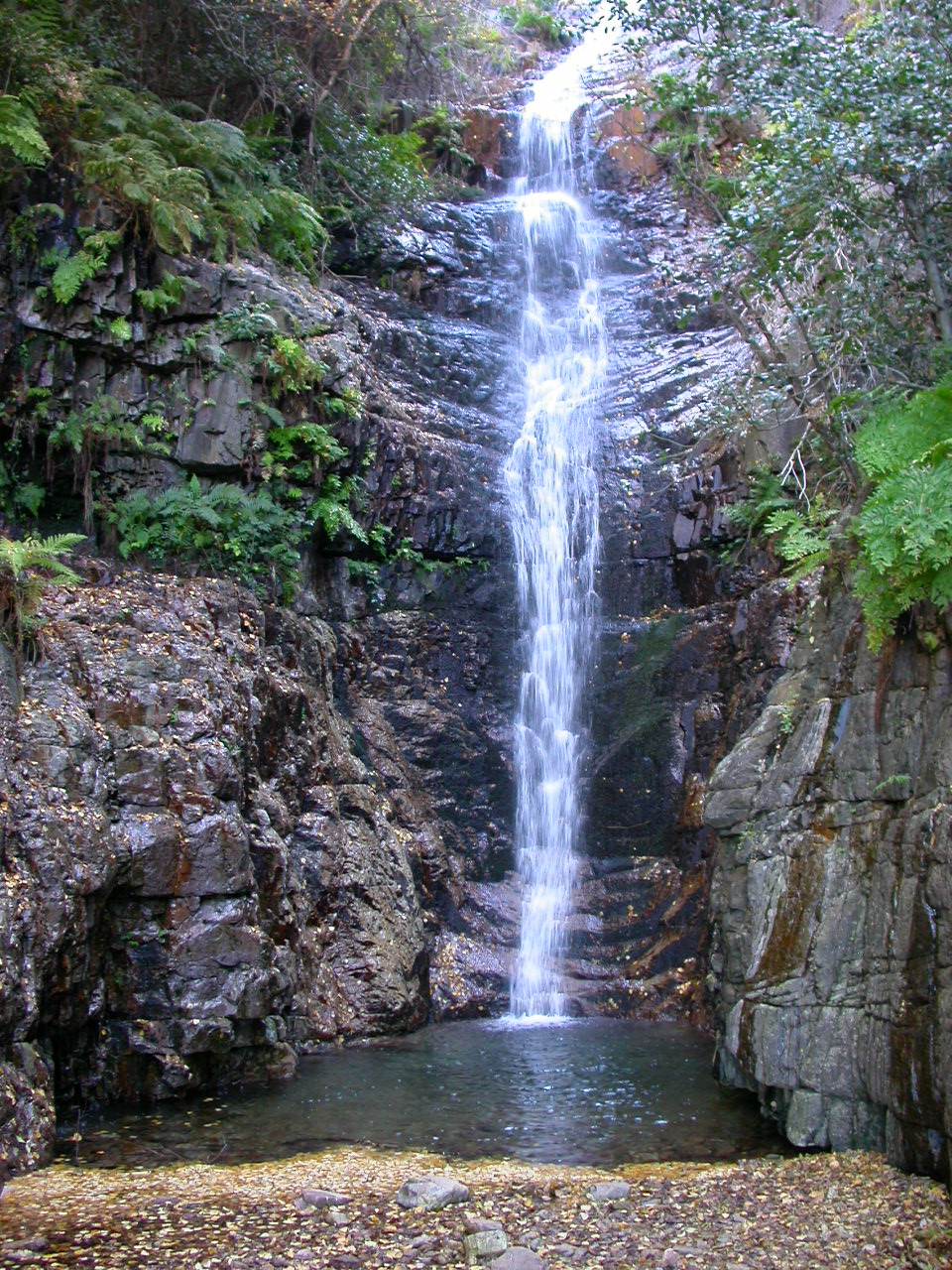
Cascada del Chorro

Existen unas zonas con itinerarios a pie y otras en todoterreno.
Rutas a pie
- Plaza de los Moros, en Horcajo de los Montes
- Sierra de Castellar de los Bueyes, en Horcajo de los Montes
- Colada de Navalrincón, que une los Centros de Visitantes de Casa Palillos y de la Torre de Abraham
- Boquerón del Estena, en Navas de Estena
- Ruta del Chorro, Chorrera Chica y Rocigalgo,  en Los Navalucillos
- Ruta del Macizo del Rocigalgo, en Los Navalucillos
- Rutas de Gargantilla (Valhondo, Valle del Alcornocal y Robledal-Alcornocal)
- Rutas de La Viñuela

Rutas en vehículo todo-terreno
- Visita a la raña de Cabañeros
- Visita al bosque mediterráneo de Cabañeros

## Amenazas
En 2014 la Audiencia Nacional impuso una multa (ratificada en 2017) a los dueños de un coto de caza por abrir supuestos cortafuegos con el fin de facilitar monterías, dañando el ecosistema.